# Chrystelle Trump Bond
Pour les articles homonymes, voir Trump et Bond.
Chrystelle Trump Bond, née le  1er janvier 1938 à Manchester (Maryland) et morte le 6 mai 2020 à Towson (Maryland), est une danseuse et chorégraphe américaine, également critique et historienne de la danse.
Elle est par ailleurs la présidente-fondatrice du département de danse du Goucher College.

## Biographie

### Jeunesse et éducation
Chrystelle Bond est née de Viva V. Fridinger et de George Elwood Trump, Sr., tous deux de Manchester, dans le Maryland. Son père était à l'origine un mécanicien automobile qui devint plus tard un homme d'affaires. Elle a un frère nommé George Elwood, Jr..
Chrystelle Bond obtint en 1960 son baccalauréat universitaire ès sciences cum laude en danse du Women's College de l’Université de Caroline du Nord à Greensboro, avec distinction. Elle a enseigné au Women's College de Greensboro alors qu'elle terminait une maîtrise en beaux-arts en danse, également à Greensboro en 1963,. Chrystelle  Bond a terminé ses études supérieures au Connecticut College for Women et à la Stephen F. Austin State University.

#### Formation
Chrystelle Bond a suivi une formation en danse moderne avec Martha Graham au College of Dance du Connecticut  en plus de José Limón, Donald McKayle, Lucas Hoving, Louis Horst, Twyla Tharp, Yvonne Rainer, Paul Taylor, Alvin Ailey, Murray Louis, Alwin Nikolais, Pauline Koner, Betty Jones. En ballet, elle a étudié au Conservatoire Peabody, à la School of Baltimore Ballet et avec les danseurs Michael Nikoloff, à la Joffrey School, et Alfredo Corvino. Elle s'est formée à la danse de la Renaissance avec Julia Sutton, Ingrid Brainard et Charles Garth. Cheystelle Bond s'est formée en danse baroque avec Wendy Hilton. En ce qui concerne la danse du XIXe siècle et du début du XXe siècle, elle s'est formée avec Elizabeth Aldrich. Enfin, la danse anglaise et Morris dancing à la Pinewoods Country Dance and Song Society dans le Massachusetts. Elle a également participé à des séminaires sur « La lecture d'artefacts » et « La danse populaire dans la vie rurale » au Farmers' Museum à Cooperstown, dans l'État de New York.

### Carrière
Chrystelle Bond est historienne de la danse, chorégraphe, danseuse et écrivain. Elle fut critique de danse pour The Baltimore Sun pendant 14 ans. Elle a été artiste-chercheuse en résidence à l'Université d'État de Pennsylvanie, à Virginia Tech et au Bluefield College. Elle a enseigné à l'Université George-Washington, à l'Université de Pennsylvanie, à l'Université de Towson et à l'Université de Roehampton. Elle fut professeur de danse et directrice artistique de la compagnie de danse du Cedar Crest College de 1960 à 1962. Elle fut auparavant conseillère pédagogique pour la Bibliothèque publique de New York, la division des arts du spectacle de la Bibliothèque du Congrès et de la collection du théâtre Harvard à la Bibliothèque de Houghton.

#### Goucher College
Chrystelle Bond a rejoint la faculté du Goucher College en 1963 tant que membre du département d'éducation physique. Elle était instructrice pour le département d'éducation physique en 1967. En 1969, elle était professeur assistant d’éducation physique et directrice de danse à Goucher. Elle était professeure associée d'éducation physique en 1973. Elle a ensuite servi dans les départements d'anglais et de spectacle de Goucher avant la création du département de danse. En 1975, elle est devenue la présidente fondatrice du département de danse de Goucher. De 1985 à 1990, elle était professeure distinguée Elizabeth Conolly Todd. Elle a découvert l'histoire de la danse dans les United Service Organizations. Bond a reçu une subvention du Maryland Humanities Council en 1991-1992 pour mener des recherches sur les danses de salon américaines d'avant le XXe siècle. Ce travail a donné lieu à des représentations dans des musées et des sites culturels tels que le Smithsonian, Colonial Williamsburg, Mount Vernon, le Walters Art Museum et le Musée d'art de Baltimore.
Chrystelle Bond est une collectionneuse de partitions de danse allant de 1820 au milieu du XXe siècle et de sources de notation de la danse allant du XVIe au XXe siècle.
Chrystelle Bond a reçu une subvention d'excellence en enseignement du Goucher College pour soutenir l'inventaire et l'organisation des collections Estelle Dennis Dance Theatre et Louise Muse-Alicia Markova. Elle a mis au point des cours d’étude indépendants à l’intention des étudiants de niveau supérieur afin de rechercher ces collections. Elle utilise la collection Estelle Dennis Dance Theatre pour poursuivre ses recherches sur l'histoire de la danse à Baltimore de 1780 à 1960. Elle travaille également depuis 2008 sur une biographie de Lillian Moore et sur l'histoire de la danse à Goucher de 1886 à aujourd'hui afin de servir de microcosme de la danse dans l'enseignement supérieur.

##### Chorégraphie Antique
Chrystelle Bond est la directrice et cofondatrice de Chorégraphie Antique (en français dans le texte), un ensemble d'histoire de la danse à Goucher. Elle a formé l'ensemble avec un étudiant pour servir de dépositaire de l'histoire de la danse. En 1989, elle a déclaré que, « ce que nous essayons de faire, c’est d’inscrire la danse dans le musée d’histoire vivante de manière à pouvoir enrichir toute l’expérience vécue dans l’histoire... du XVIIe siècle à la fin du XIXe, la danse était plus intégrée dans le style de vie que nous avons aujourd'hui ».

### Implication dans la communauté
À l'été de 1967, Bond enseigna un cours d'histoire de la danse pour le Summer Arts Institute organisé à Goucher et financé par la Fondation Rockefeller. Bond a siégé pendant quatre ans au conseil d'administration du World Dance Alliance Americas Centre, où elle a servi de liaison entre le Centre et Dance Alliance. En 1986, elle a organisé un atelier sur la danse sur cour au XVIe siècle pour le Maryland Council for Dance à Wilde Lake High School. De 1985 à 1986, Bond était président du Congrès sur la recherche en danse. Elle a siégé au conseil d'administration du Congrès sur la recherche en danse de 1983 à 1986.
Bond est membre de plusieurs organisations, notamment la World Dance Alliance, la American Society for Theatre Research, la Society of Dance History Scholars, l’Association of Popular Culture, la Maryland Historical Society, la Jane Austen Society of North America, les Baltimore Bibliophiles, Delta Kappa Gamma , et les associations américaines pour la santé, l'éducation physique, les loisirs et la danse.

### Vie privée
Chrystelle Bond a épousé William Timothy Bond de Waskom au Texas le 25 juin 1966 à la Goucher College Habeler. Memorial Chapel. Ils ont passé six semaines après le mariage au Mexique et ont annoncé qu’ils résideraient à Towson dans le Maryland, à leur retour.

## Œuvres choisies

### Livres
- (en-US) Chrystelle Trump Bond, A Chronicle of Dance in Baltimore, 1780-1814, Marcel Dekker, 1976
- (en-US) Ellis Rogers, Chris Rodgers et Chrystelle Trump Bond, New Worlds, New Steps : Social Dancing 1780-1900, The Society, 2004 (OCLC 57969574)

## Récompenses
Chrystelle Bond a reçu le Goucher Distinguished Faculty award en 1984. En 1991, elle a reçu un Distinguished Alumni Award de l'Université de Caroline du Nord à Greensboro. En 1994, elle a reçu le Distinguished Service Award du Maryland Council for Dance.

## Héritage

### La collection de danse et de musique de Chrystelle Trump Bond
Chrystelle Bond a fait don de sa bibliothèque personnelle au Goucher College. Elle contient environ 1 000 pièces datant de 1820 à 1962. La collection se compose principalement de musique pop et dance américaine et européenne. Elle couvre de manière exhaustive la danse sociale et théâtrale, les études culturelles de la danse et la reconstruction de la danse entre le début du XIXe et le XXe siècle.